# Eric Nshimiyimana
Eric Nshimiyimana (Bujumbura, 8 maggio 1972) è un allenatore di calcio ed ex calciatore ruandese, di ruolo centrocampista, tecnico del Kigali.

## Carriera

### Giocatore

#### Club
Ha trascorso gran parte della propria carriera all'APR, con cui ha concluso la propria carriera nel 2005.

#### Nazionale
Ha debuttato in Nazionale nel 1996. Ha partecipato, con la maglia della Nazionale, alla Coppa d'Africa 2004.

### Allenatore
Inizia la propria carriera da allenatore nel 2008, guidando il Kigali. Nel 2009 viene nominato commissario tecnico ad interim della Nazionale ruandese. Dal 2010 al 2013 è vice commissario tecnico della Nazionale ruandese, sotto le gestioni di Sellas Tetteh e Milutin Sredojević. Il 18 aprile 2013 viene ufficialmente nominato commissario tecnico della Nazionale ruandese. Il 16 luglio 2014 firma un contratto con il Kigali. L'esperienza si conclude nell'estate 2018. Il 18 luglio 2019 torna ad allenare il Kigali.

## Palmarès

### Giocatore

#### Club

##### Competizioni nazionali
- Campionato di calcio del Ruanda: 4

APR: 2000, 2001, 2003, 2005
- Rwandan Cup: 1

APR: 2002